# McClelland
McClelland és una població dels Estats Units a l'estat d'Iowa. Segons el cens del 2000 tenia 129 habitants. 50 habitatges, i 35 famílies. La densitat de població era de 311,3 habitants/km².

## Poblacions més properes
El següent diagrama mostra les poblacions més properes.